# Christine Werner (Juristin)
Christine Werner (* 1966) ist eine deutsche Juristin. Seit 2021 ist sie Direktorin des Landtags von Baden-Württemberg.

## Studium
Werner studierte Rechtswissenschaft an der Universität Augsburg. 1994 legte sie ihr zweites Staatsexamen in Bayern ab und trat im selben Jahr in die baden-württembergische Justiz ein. Nach Verwendungen beim Landgericht Ellwangen und bei der Staatsanwaltschaft Ellwangen war sie bei den Amtsgerichten Heidenheim und Ulm und später beim Landgericht Ulm tätig, dort auch als Referendarausbilderin. Von 2003 bis 2004 war sie wissenschaftliche Mitarbeiterin am Bundesverfassungsgericht; zunächst bei Renate Jaeger, später bei Reinhard Gaier. Von 2004 bis 2006 war sie Präsidialrichterin am Oberlandesgericht Stuttgart. Von 2006 bis 2008 war sie Vorsitzende einer Strafkammer am Landgericht Ulm. Von 2008 bis 2017 war sie Direktorin des Amtsgerichts Heidenheim und von 2017 bis 2020 Direktorin des Amtsgerichts Schwäbisch Gmünd. Anschließend war sie bis September 2021 Direktorin des Amtsgerichts Ulm.
Zum 22. September 2021 wurde sie vom Präsidium des Landtags zur Direktorin beim Landtag von Baden-Württemberg im Rang einer Ministerialdirektorin berufen. Sie ist die erste Frau in diesem Amt.